# Karyamukti (Karangtengah)
Karyamukti is een bestuurslaag in het regentschap Garut van de provincie West-Java, Indonesië. Karyamukti telt 4552 inwoners (volkstelling 2010).